# Mercy Nku
Mercy Akpanchang Nku Esimoneze (* 17. Juli 1976 in Boki) ist eine ehemalige nigerianische Sprinterin.

## Sportliche Laufbahn
Erste internationale Erfahrungen sammelte Mercy Nku im Jahr 1994, als sie bei den erstmals ausgetragenen Juniorenafrikameisterschaften in Algier in 46,15 s die Goldmedaille in der 4-mal-100-Meter-Staffel gewann und sich mit der 4-mal-400-Meter-Staffel in 3:45,41 min die Silbermedaille sicherte. Zudem gewann sie im 100-Meter-Lauf in 11,71 s die Bronzemedaille und wurde über 200 Meter in 24,70 s Vierte. Daraufhin startete sie bei den Juniorenweltmeisterschaften in Lissabon, bei denen sie über 100 Meter bis in das Halbfinale gelangte und dort mit 11,77 s ausschied und auch mit der 4-mal-400-Meter-Staffel reichten 3:49,16 min nicht für einen Finalplatz. Im 200-Meter-Lauf schied sie mit 24,97 s im Vorlauf aus. Im Jahr darauf siegte sie erneut bei den Juniorenafrikameisterschaften in Bouaké mit neuem Meisterschaftsrekord von 11,38 s und in 23,63 s auch über 200 Meter.
1999 qualifizierte sie sich über 100 Meter für die Weltmeisterschaften in Sevilla und belegte dort mit 11,16 s den achten Platz im Finale. Über 200 Meter schied sie mit 22,83 s im Viertelfinale aus und mit der Staffel wurde sie im Vorlauf disqualifiziert. Anschließend siegte sie bei den Afrikaspielen in Johannesburg mit neuem Spielerekord von 11,03 s über 100 Meter. Im Jahr darauf nahm sie erstmals an den Olympischen Spielen in Sydney teil und erreichte dort über 100 Meter das Halbfinale und schied dort mit 11,56 s aus. Auch über 200 Meter gelangte sie bis in das Halbfinale und schied dort mit 23,40 s aus. Mit der Staffel erreichte sie aber das Finale und klassierte sich dort nach 44,05 s auf dem sechsten Platz. Bei den Leichtathletik-Hallenweltmeisterschaften 2001 in Lissabon wurde sie in 7,15 s Fünfte im 60-Meter-Lauf und im Sommer erreichte sie bei den Weltmeisterschaften im kanadischen Edmonton in 11,17 s den sechsten Platz. Zudem erreichte sie mit der Staffel in 42,52 s Rang vier. Anschließend wurde sie bei den Goodwill Games in Brisbane in 23,41 s Fünfte über 200 Meter und siegte mit der Staffel in 42,95 s.
2003 schied sie bei den Hallenweltmeisterschaften in Birmingham mit 7,37 s im Halbfinale über 60 Meter aus und nahm im Sommer ein weiteres Mal an den Weltmeisterschaften nahe Paris teil und schied dort über 100 Meter mit 11,37 s im Viertelfinale aus und erreichte über 200 Meter das Halbfinale, in dem sie mit 23,62 s ausschied. 2004 gewann sie bei den Afrikameisterschaften in Brazzaville in 11,36 s die Silbermedaille über 100 Meter hinter ihrer Landsfrau Endurance Ojokolo und siegte auch mit der 4-mal-100-Meter-Staffel in 44,32 s. Zudem qualifizierte sie sich erneut für die Olympischen Spiele in Athen, bei denen sie im Einzelbewerb über 100 Meter mit 11,39 s im Viertelfinale ausschied. Mit der Staffel erreichte sie aber das Finale und belegte dort in 43,92 s Rang sieben. 2005 erreichte sie bei den Weltmeisterschaften in Helsinki das Viertelfinale über 100 Meter, in dem sie mit 11,57 s ausschied, während sie über 200 Meter mit 23,99 s im Vorlauf scheiterte. Mit der Staffel lief sie nach 43,25 s auf Rang sieben ein. Im Jahr darauf gelangte sie bei den Commonwealth Games in Melbourne über 100 Meter mit 11,58 s im Halbfinale aus und auch über 200 Meter schied sie mit 23,90 s im Halbfinale aus. Mit der Staffel wurde sie in 44,37 s Vierte. Am 20. Mai 2006 bestritt sie bei den Italienischen Klubmeisterschaften in Cagliari ihren letzten offiziellen Wettkampf, den sie in 11,66 s auch für sich entschied. Daraufhin beendete sie im Alter von 29 Jahren ihre aktive Karriere als Leichtathletin.
In den Jahren von 1999, 2005 und 2006 wurde Nku nigerianische Meisterin im 200-Meter-Lauf sowie 2002 über 100 Meter.

## Persönliche Bestleistungen
- 100 Meter: 11,03 s (+0,2 m/s), 15. September 1999 in Johannesburg
  - 60 Meter (Halle): 7,11 s, 25. Februar 2001 in Liévin
- 200 Meter: 22,53 s (−0,5 m/s), 5. Juli 1999 in Zagreb
  - 200 Meter (Halle): 25,11 s, 28. Januar 2001 in Espinho